# Auranguezebe
Muiadim Maomé (em persa: محی الدین محمد; romaniz.: Muḥī al-Dīn Muḥammad; c. 1618 – 3 de março de 1707), comumente conhecido como Auranguezebe (em persa: اورنگ‌زیب; romaniz.: Aurangzeb) e por seu título real Alanguir I (em persa: عالمگیر; romaniz.: ʿĀlamgīr), foi o sexto grão-mogol, governando de julho de 1658 até sua morte em 1707. Sob seu reinado, os mongois alcançaram sua maior extensão com seu território abrangendo quase a totalidade do subcontinente Indiano.
Amplamente considerado o último governante efetivo de Mugal, Aurangzeb compilou o Fatawa 'Alamgiri e foi um dos poucos monarcas a estabelecer totalmente a Xaria e a economia islâmica em todo o subcontinente indiano.
Auranguezebe pertenceu à dinastia aristocrática Timúrida, ocupou cargos administrativos e militares sob seu pai Xá Jeã (r. 1628–1658) e ganhou reconhecimento como um comandante militar talentoso. Em setembro de 1657, Xá Jeã nomeou seu liberal filho mais velho Dara Xucô como seu sucessor, um movimento repudiado por Auranguezebe, que se proclamou imperador em fevereiro de 1658. Em abril de 1658, Auranguezebe derrotou o exército aliado de Xucô e o Reino de Marwar na batalha de Dharmat. A vitória decisiva de Auranguezebe na batalha de Samugarh em maio de 1658 consolidou sua soberania e sua suserania foi reconhecida em todo o Império. Ele executou seu irmão Dara Xucô sob a condenação de heresia. Depois que Xá Jeã se recuperou da doença em julho de 1658, Auranguezebe o declarou incompetente para governar e prendeu seu pai no Forte de Agra.

## Título Imperial Completo
Sultão Alazã ual Cacã Almucarrã Hazerate Abu Almuzafar Muiadim Maomé Auranguezebe Baadur Alanguir I, Badexá Gazi, Xainxá e Sultão da Índia e Mogália